# Syndrome de Muckle-Wells
 Mise en garde médicale
Le syndrome de Muckle-Wells est une maladie autoinflammatoire rare, classée comme syndrome périodique associé à la cryopyrine (en) (CAPS) en français (SPAC) . La transmission est autosomique dominante à expression variable intra et interfamiliale.

## Clinique
Le tableau clinique est composé d'exanthème récurrent, de crises de fièvre, de douleurs articulaires et musculaires, d'une faiblesse, d'une surdité neurosensorielle progressive et d'une amylose systémique secondaire du rein.
Le syndrome apparaît pour la première fois dans l'enfance ou l'adolescence, puis se manifeste par des épisodes qui semblent se produire sans déclencheurs évidents. Cependant, dans de nombreux cas, la fatigue, le stress ou l'exposition au froid sont décrits comme des déclencheurs de rechutes. Les symptômes apparaissent alors pendant environ deux jours, suivis de périodes plus longues sans symptômes.

## Traitement
- L'anakinra, antagoniste des récepteurs de l'interleukine 1 (IL1), peut donner des résultats dans l'amélioration des pertes auditives[4].
- Le rilonacept, protéine artificielle comprenant une partie du récepteur à l'interleukine 1 et se fixant donc à cette dernière l'empêchant d'activer le récepteur natif[5].
- Le canakinumab, anticorps monoclonal dirigé contre l'interleukine 1 bêta[6].